# 회천서초등학교
회천서초등학교는 대한민국 전라남도 보성군에 있었던 공립 초등학교이다.

## 학교 연혁
- 1947년 2월 24일: 회천서국민학교 개교
- 2025년 2월 28일: 폐교 및 회천초등학교 통폐합, 78년만에 폐교

## 참고 자료
- 회천서초등학교 - 한국교육학술정보원 학교알리미